# تيم فيلانز
تيم فيلانز (بالفرنسية: Tim Wellens)‏ مواليد 10 مايو 1991 في سانت تروند، بلجيكا، هو دراج بلجيكي.

## سباقات أو مراحل فاز بها
| التاريخ        | السباق                                                 | المركز                                            |
| -------------- | ------------------------------------------------------ | ------------------------------------------------- |
| 11 سبتمبر 2011 | تور دي أفينير 2011                                     | الثالث في تصنيف الجبال                            |
| 01 يناير 2012  | 2012 Nafarroako Itzulia                                | الثاني في التصنيف العام                           |
| 01 سبتمبر 2012 | تور دي أفينير 2012                                     | العاشر في التصنيف العام، التاسع في تصنيف الجبال   |
| 13 أكتوبر 2012 | طواف بكين 2012                                         | العاشر في التصنيف العام، الثاني في تصنيف أفضل شاب |
| 09 يونيو 2013  | كريثيديا دو دوفين 2013                                 | التاسع في تصنيف أفضل شاب                          |
| 24 يوليو 2013  | طواف الوني 2013                                        | الثامن في التصنيف العام                           |
| 01 يونيو 2014  | طواف إيطاليا 2014                                      | العاشر في تصنيف النقاط، الرابع في تصنيف الجبال    |
| 22 يونيو 2014  | ستير زي إل إم تور 2014                                 |                                                   |
| 17 أغسطس 2014  | طواف إينكو 2014                                        | الفائز في التصنيف العام                           |
| 31 أغسطس 2014  | جي بي واست-فرنسا 2014                                  | السادس في التصنيف العام                           |
| 05 أكتوبر 2014 | طواف لومبارديا 2014                                    | الرابع في التصنيف العام                           |
| 08 نوفمبر 2014 | Amstel Curaçao Race 2014                               |                                                   |
| 31 يناير 2015  | تروفيو سيرا دي ترامونتانا 2015                         |                                                   |
| 16 أغسطس 2015  | طواف إينكو 2015                                        | الفائز في التصنيف العام                           |
| 13 سبتمبر 2015 | جائزة مونتريال الكبرى للدراجات 2015                    | الفائز في التصنيف العام                           |
| 26 يونيو 2016  | سباق الطريق للرجال في بطولة بلجيكا 2016                |                                                   |
| 18 يوليو 2016  | طواف بولندا 2016                                       | الفائز في التصنيف العام                           |
| 27 يناير 2017  | تروفيو سيرا دي ترامونتانا 2017                         | الفائز في التصنيف العام                           |
| 28 يناير 2017  | تروفيو أندراتكس-ميرادور ديس كولومر 2017                | الفائز في التصنيف العام                           |
| 13 سبتمبر 2017 | جي بي دي والوني 2017                                   | الفائز في التصنيف العام                           |
| 24 أكتوبر 2017 | طواف قوانغشي 2017                                      | الفائز في التصنيف العام                           |
| 01 يناير 2018  | طواف أندلوسيا 2018                                     | الفائز في التصنيف العام                           |
| 26 يناير 2018  | تروفيو سيرا دي ترامونتانا 2018                         | الفائز في التصنيف العام                           |
| 11 مارس 2018   | باريس-نيس 2018                                         | الأول في تصنيف النقاط، الخامس في التصنيف العام    |
| 11 أبريل 2018  | برابانتس بييل 2018                                     | الفائز في التصنيف العام                           |
| 01 أغسطس 2018  | طواف فالوني 2018                                       | الفائز في التصنيف العام                           |
| 09 سبتمبر 2018 | جائزة مونتريال الكبرى للدراجات 2018                    |                                                   |
| 01 يناير 2019  | طواف أندلوسيا 2019                                     | الأول في تصنيف النقاط، التاسع في التصنيف العام    |
| 02 فبراير 2019 | تروفيو سيرا دي ترامونتانا 2019                         | الفائز في التصنيف العام                           |
| 07 فبراير 2021 | نجم بسجس 2021                                          | الفائز في التصنيف العام                           |
| 28 يناير 2022  | تروفيو سيرا دي ترامونتانا 2022                         | الفائز في التصنيف العام                           |
| 27 أغسطس 2023  | طواف إينكو 2023                                        | الفائز في التصنيف العام                           |
| 20 يونيو 2024  | 2024 Belgian National Road Race Championships - Men TT | الفائز في التصنيف العام                           |
| 01 سبتمبر 2024 | طواف إينكو 2024                                        | الفائز في التصنيف العام                           |

## روابط خارجية
- تيم فيلانز على موقع الاتحاد الدولي للدراجات (الإنجليزية)
- تيم فيلانز على موقع أرشيف الدراجات (الإنجليزية)
- تيم فيلانز على موقع إحصائيات الدراجات الإحترافية (الإنجليزية)
- تيم فيلانز على موقع نسبة الدراجات (الإنجليزية)
- تيم فيلانز على موقع CycleBase (الإنجليزية)
- تيم فيلانز على موقع أوليمبيديا (الإنجليزية)